# トマーシュ・ベルディハ
トマーシュ・ベルディハ（チェコ語: Tomáš Berdych、1985年9月17日 - ）は、チェコ共和国ズリーン州ヴァラシュスケー・メジジーチー出身の元男子プロテニス選手。身長196cm。右利き、バックハンド・ストロークは両手打ち。ATPランキング自己最高位はシングルス4位、ダブルス54位。ATPツアーでシングルス13勝、ダブルス2勝を挙げた。
2010年ウィンブルドン選手権男子シングルスの準優勝者。ATPワールドツアー・ファイナルに2010年から2015年まで6年連続で出場。2005年パリ・マスターズ優勝者。グランドスラムすべてでベスト4経験がある数少ない選手の1人である。

## 名前の表記
チェコ語表記は"Tomáš Berdych"で、[ˈtomaːʃ ˈbɛrdɪx]と発音され、日本語転写で最も原音に近いものは「トマーシュ・ベルディフ」となる。
ベルディハの名前は日本語メディアにおいて言及される際の表記ゆれが多く、次のような表記が見られる。
- トマーシュ・ベルディハ(主に共同通信社、時事通信他日本の新聞で言及される表記[1][2][3][4][5][6])
- トマーシュ・ベルディヒ(主にベースボール・マガジン社発行のテニス情報誌テニスマガジンとWOWOWで言及される表記[7][8])
- トマス・ベルディハ(主にフランス通信社が用いる表記[9])
- トマシュ・ベルディフ(主に日本スポーツ企画出版社発行のテニス情報誌スマッシュで用いられる表記[10])
- トマシュ・ベルディッヒ(NHKのテニス中継で用いられる表記[11])

## 選手経歴

### ジュニア時代
ズリーン州にある人口3万人ほどの小さな町のヴァラシュスケー・メジジーチーに生まれたベルディハは5歳から地元のテニスセンターでテニスを始めた。チェコ国内の12歳以下の選手によるジュニア・トーナメントで優勝した後、更なる練習環境を求めてオロモウツ州プロスチェヨフ市に引っ越し、次々とジュニア選手のトーナメントを制していった。

### 2002年 プロ転向
2002年に17歳でプロ入りを果たし、ツアーを巡ることになる。

### 2003年 デビス杯初参戦
2003年から男子テニス国別対抗戦・デビスカップチェコ代表選手に選ばれた。

### 2004年 ツアー初優勝 トップ50入り
2004年、ベルディハはアテネ五輪のシングルスベスト8に進出した。2回戦で第1シードのロジャー・フェデラーを4-6, 7-5, 7-5で破って注目を集め、続く3回戦でもトミー・ロブレドを破った後、準々決勝でテーラー・デントに4-6, 1-6で敗れた。オリンピック後、全米オープンで初めての4大大会4回戦に勝ち進み、9月末のシチリア国際でツアー初優勝を果たした。

### 2005年 マスターズ初優勝 トップ30入り
ノーシードで出場した2005年パリ・マスターズはイジー・ノバク、第2シードのギリェルモ・コリア、第13シードフアン・カルロス・フェレーロ、第7シードのガストン・ガウディオ、第8シードのラデク・ステパネク、そして決勝で第6シードのイワン・リュビチッチを破りATPマスターズ1000初優勝を飾った。

### 2006年 トップ10入り
その後もベルディハは順調に成績を伸ばし、トップ10入りを果たす。2006年全仏オープン、2006年ウィンブルドン選手権、2006年全米オープンではグランドスラム4回戦進出。

### 2007年 ウィンブルドンベスト8
2007年全豪オープンで4回戦に進んだ後、2007年ウィンブルドン選手権で初のベスト8進出を決めた。この時のウィンブルドン選手権は大会後半から雨天による日程順延が多くなり、ベルディハは第2シードのラファエル・ナダルに6-7, 4-6, 2-6で敗退している。同年秋のジャパン・オープン・テニス選手権で来日した時は、準決勝でリシャール・ガスケに敗れた。

### 2008年 ツアー4勝目
2008年、ベルディハは初秋のジャパン・オープン・テニス選手権決勝でフアン・マルティン・デル・ポトロを6-1, 6-4のストレートで下し、大会初優勝を挙げた。ツアーシングルス優勝は、2007年6月のゲリー・ウェバー・オープン以来1年4か月ぶりとなる。

### 2010年 ウィンブルドン準優勝 全仏ベスト4

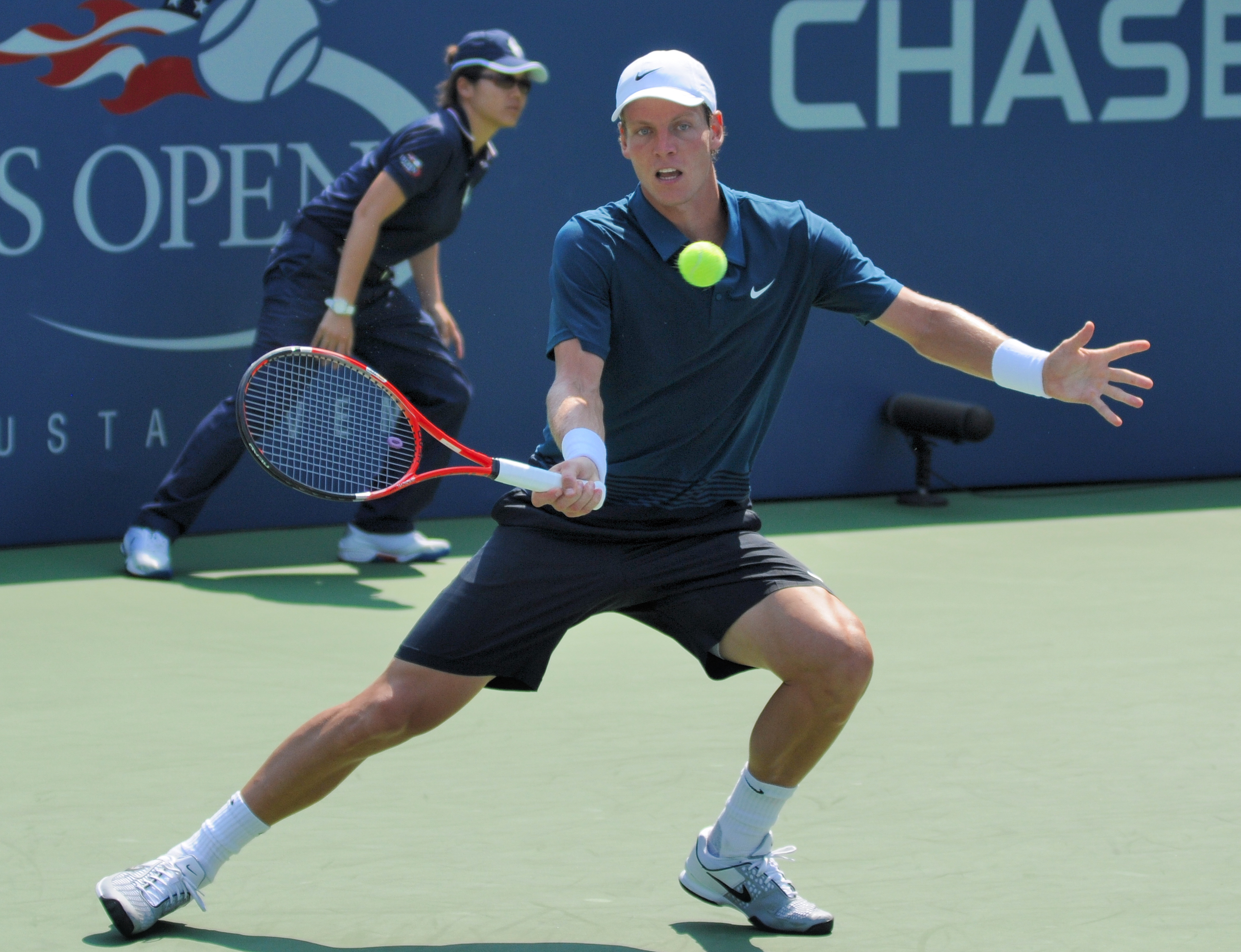
2010年全米オープンでのトマーシュ・ベルティヒ

第15シードで出場した2010年全仏オープンでは4回戦で第4シードのアンディ・マリーを倒し、ロビン・セーデリングとの準決勝まで勝ち上がった。結果は6-3, 3-6, 5-7, 6-3, 6-3で敗退したが、自身初となるグランドスラム4強入りを果たした。勢いに乗ったベルディハはウィンブルドン選手権で旋風を起こし、準々決勝、同選手権で6度の優勝を誇るロジャー・フェデラーを6-4, 3-6, 6-1, 6-4で破った。同大会で2年連続7度目の優勝を狙っていたロジャー・フェデラーが決勝進出を逃したのは8年ぶりだったこともあり、快挙を成し遂げたベルディハは大きな注目を集めた。次の準決勝で世界3位のノバク・ジョコビッチを破り、初の4大大会決勝進出を果たす。決勝戦、ラファエル・ナダルに3-6, 5-7, 4-6で敗退するが、チェコ勢として、1987年のイワン・レンドル（当時チェコスロバキア）以来、実に23年ぶりの決勝進出を果たした。全米オープンでは1回戦で敗退するなどシーズン後半は調子を落とした。2010年ATPレース・ランキングでグランドスラム準優勝、マスターズ1000準優勝など合計3755ポイント獲得し、世界第6位の成績で、トップ8選手による最終戦ATPワールドツアー・ファイナルに初出場を果たし、世界ランキングを自己最高の6位に上げた。

### 2011年 全豪ベスト8 ツアー6勝目
全豪オープンではフィリップ・コールシュライバー、リシャール・ガスケ、フェルナンド・ベルダスコを倒し全豪初のベスト8進出。2011年のチャイナ・オープンでは、準優勝した2010年ウィンブルドン選手権以来1年3か月ぶりに決勝に進出。マリン・チリッチを3–6, 6–4, 6–1で破り、2009年5月のBMWオープン以来2年5か月ぶりの6勝目を挙げた。2011年ATPレース・ランキング合計3300ポイント獲得し、世界第7位の成績でATPワールドツアー・ファイナル2年連続で出場。ラウンドロビンでヤンコ・ティプサレビッチ、ダビド・フェレールに勝利して初の準決勝進出を果たした。

### 2012年 全米ベスト4 ホップマン杯・デビス杯初優勝
全豪オープンではケビン・アンダーソン、ニコラス・アルマグロに勝利し2年連続ベスト8進出。全米オープンでは準々決勝で第1シードのフェデラーを倒し自身大会初のベスト4入り。グランドスラムでフェデラーを準決勝以前で複数回勝利したのはダビド・ナルバンディアン以来2人目。2012年ATPレース・ランキングでグランドスラムベスト4、マスターズ1000準優勝とベスト4、250シリーズ優勝2回などで合計4405ポイント獲得し、世界第6位の成績でATPワールドツアー・ファイナル3年連続で出場。
デビスカップではラデク・ステパネクとともにデビスカップチェコ代表の中心選手として活躍。イタリア、セルビア、アルゼンチンを破り、決勝ではスペインと対戦。第2試合ではニコラス・アルマグロにフルセットで勝利すると、第3試合のダブルスではステパネクと組んでグラノリェルス/M・ロペス組に勝利。第4試合でフェレールに敗れるも、第5試合でステパネクがアルマグロに勝利し、チェコスロバキア解体以来初のデビスカップ優勝を果たした。

### 2013年 デビス杯2連覇 世界5位
全豪オープンではユルゲン・メルツァー、ケビン・アンダーソンに勝利し3年連続ベスト8進出。BNPパリバ・オープンではフロリアン・マイヤー、ガスケ、アンダーソンを倒し初のベスト4進出。マドリード・オープンではアンダーソン、第3シードのマレーを破り2年連続ベスト4。BNLイタリア国際では第1シードのジョコビッチを破り初のベスト4入り。

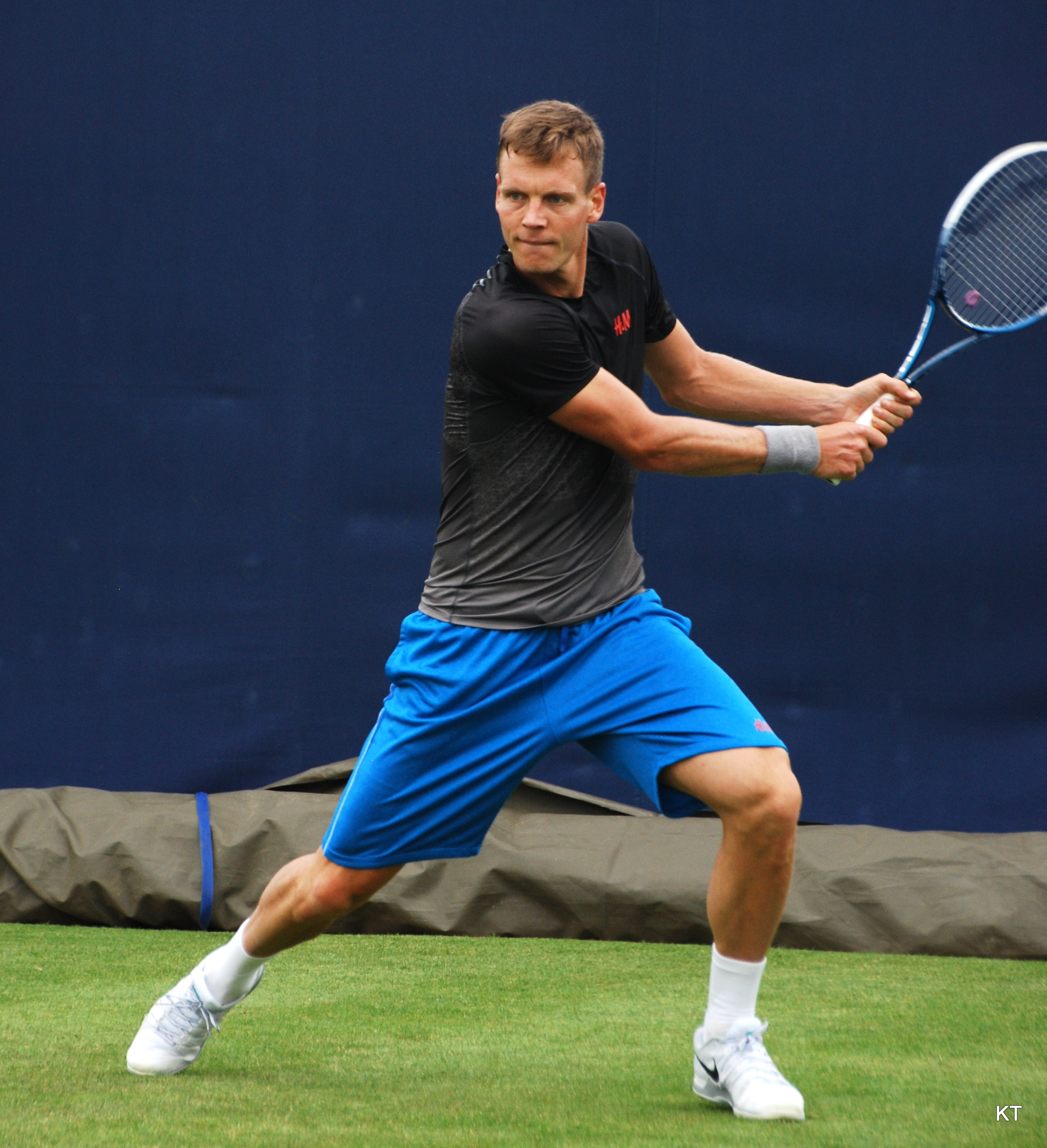
2013年クイーンズ・クラブ選手権でのトマーシュ・ベルティヒ

ウィンブルドンではアンダーソン、バーナード・トミックらに勝利し3年ぶりのベスト8進出。シンシナティ・マスターズでは第2シードのマレーを破り2年ぶりベスト4。翌週の世界ランキングで自己最高の5位となった。2013年ATPレース・ランキングでグランドスラムベスト8を2回、マスターズ1000でベスト4が4回など合計3980ポイント獲得し、世界第6位の成績でATPワールドツアー・ファイナル4年連続で出場。
デビスカップでは2年連続で決勝に進出し、セルビアと対戦。第2試合でドゥシャン・ラヨビッチを破り、第3試合のダブルスではステパネクと組んでボゾリャツ/ジモニッチ組に勝利。第4試合でジョコビッチに敗れるも、第5試合でステパネクがラヨビッチに勝利し、デビスカップ連覇を果たした。

### 2014年 全豪ベスト4
全豪オープンではアンダーソン、フェレールを倒し全豪初のベスト4進出を果たした。マイアミ・オープンではジョン・イズナー、アレクサンドル・ドルゴポロフらを倒し初のベスト4進出。

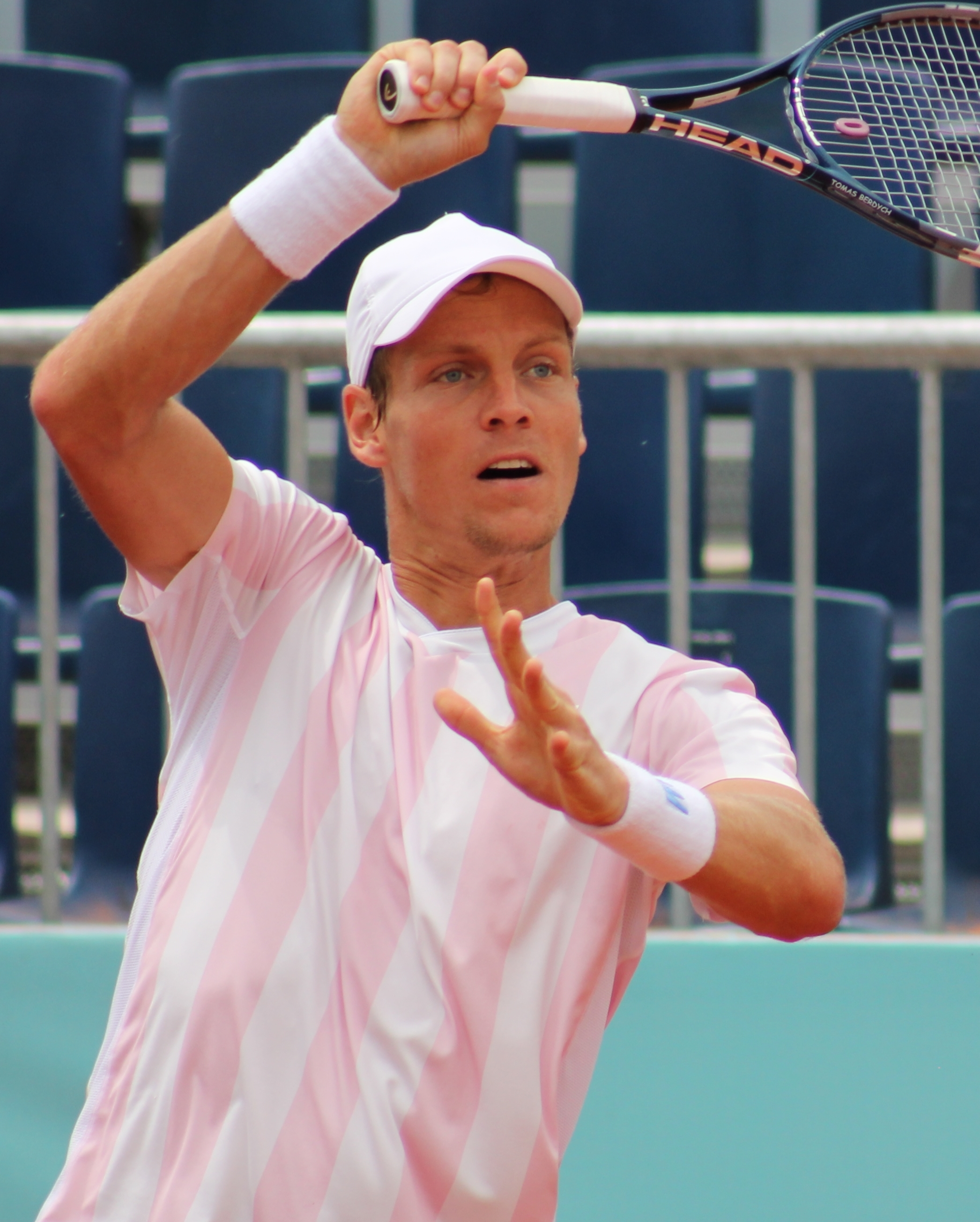
2014年マドリード・オープンでのトマーシュ・ベルティヒ

マドリード・オープンではアンダーソン、グリゴール・ディミトロフを破り4年連続ベスト8進出。全仏オープンではロベルト・バウティスタ・アグート、イズナーらに勝利し4年ぶりのベスト8進出。全米オープンではドミニク・ティエムに勝利し2年ぶりのベスト8進出。上海マスターズではイボ・カロビッチを倒し2年ぶりベスト8。BNPパリバ・マスターズではフェリシアーノ・ロペスに勝利し4年連続ベスト8、アンダーソンを倒し3年ぶりベスト4に進出した。
2014年ATPレース・ランキングでグランドスラムベスト4が1回ベスト8が2回、マスターズ1000ベスト4とベスト8、500シリーズ優勝に250シリーズ優勝など合計4465ポイント獲得し、世界第7位の成績でATPワールドツアー・ファイナル5年連続で出場。

### 2015年 全豪ベスト4 世界4位
全豪オープン準々決勝、第3シードで対戦成績17連敗していたナダルに6-2, 6-0, 7-6(5)で勝利した。これによりジョー＝ウィルフリード・ツォンガに次いで2番目のBIG4全員にグランドスラムで勝利した選手となった。準決勝でアンディ・マリーに敗北したものの2年連続ベスト4、5年連続ベスト8進出を果たした。
2月、ドバイ・テニス選手権2回戦で通算500勝を達成。現役では8番目の勝利数。BNPパリバ・オープンでは2年ぶりのベスト8進出。マイアミ・オープンではバーナード・トミック、ガエル・モンフィス、フアン・モナコに勝利し2年連続ベスト4進出。モンテカルロ・マスターズではモンフィスらに勝利し2012年マドリード・オープン以来・自身4度目となるマスターズ1000決勝進出を果たす。決勝では第1シードのジョコビッチに5-7, 6-4, 3-6で敗れた。
5月、マドリード・オープンでは自身4度目となるベスト4進出。BNLイタリア国際では大会5度目となるベスト8進出。また、ミロシュ・ラオニッチが怪我のために同大会を欠場、錦織圭が準々決勝でジョコビッチに敗退したため、5月18日付発表の世界ランキングでは自身の記録を更新する4位とした。この時点まで2015年に入ってからランキング11位以下の選手に対して30連勝。全仏オープンではツォンガに敗れ2年連続のベスト8ならず。2015年のランキング11位以下の選手に対する連勝は33で止まった。

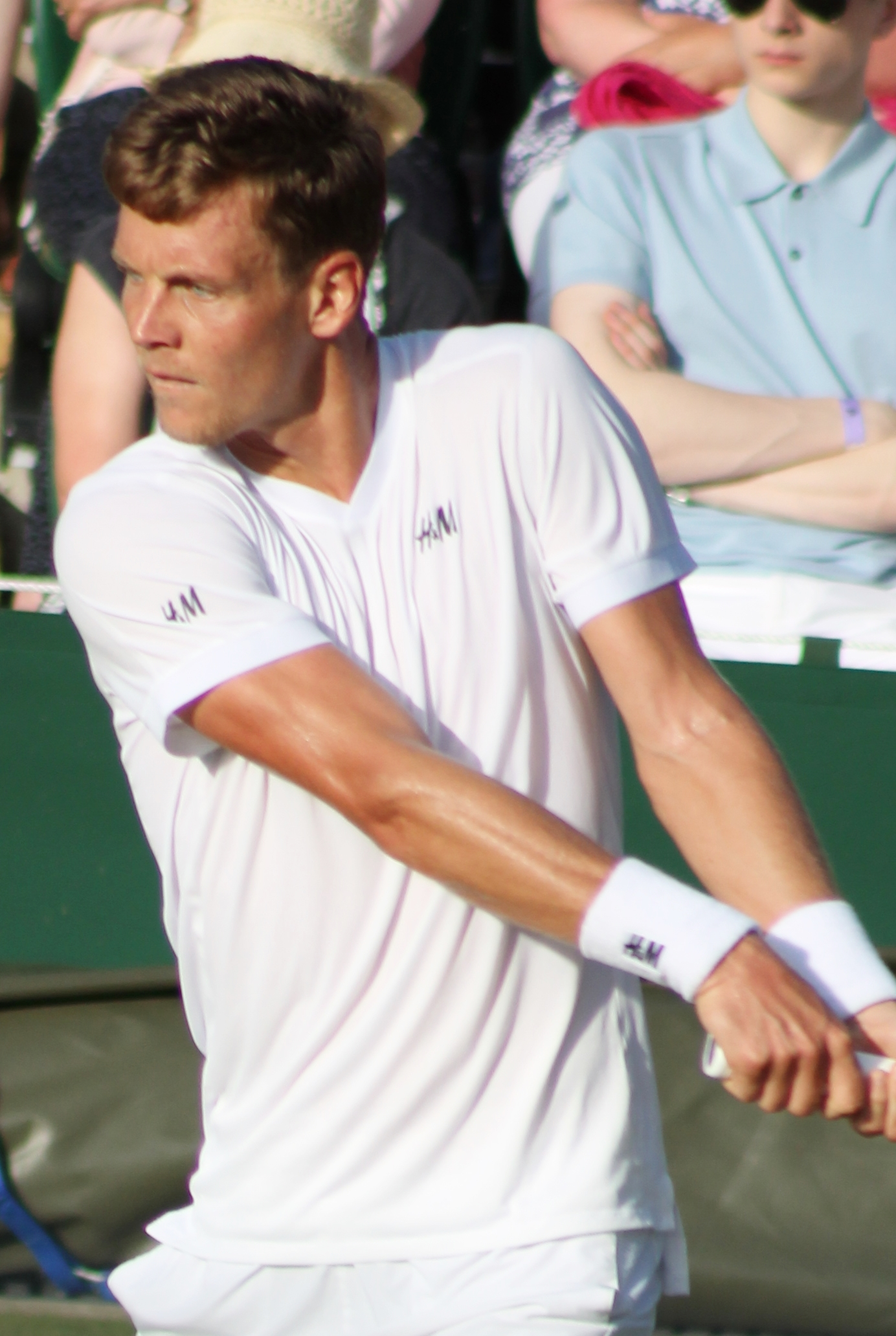
2015年ウィンブルドン選手権でのトマーシュ・ベルティヒ

ウィンブルドンでは、4回戦でジル・シモンに敗れた。ロジャーズ・カップでは初戦でドナルド・ヤングに敗れた。シンシナティ・マスターズではベスト8に進出するも、アレクサンドル・ドルゴポロフに敗れた。
全米オープンでは4回戦でガスケに敗れた。サンクトペテルブルク・オープンでは初戦でシモーネ・ボレッリに敗れた。深圳オープンでは決勝でギリェルモ・ガルシア＝ロペスに6-3, 7-6(7)で勝利し優勝。チャイナ・オープンでは初戦でパブロ・クエバスに敗れた。上海マスターズでは準々決勝でマレーに敗れた。ストックホルム・オープンでは決勝でジャック・ソックを破り連覇。BNPパリバ・マスターズでは準々決勝でジョコビッチに敗れた。
ATPワールドツアー・ファイナルには6年連続出場したが初めて3戦全敗に終わった。

### 2016年 トップ10陥落

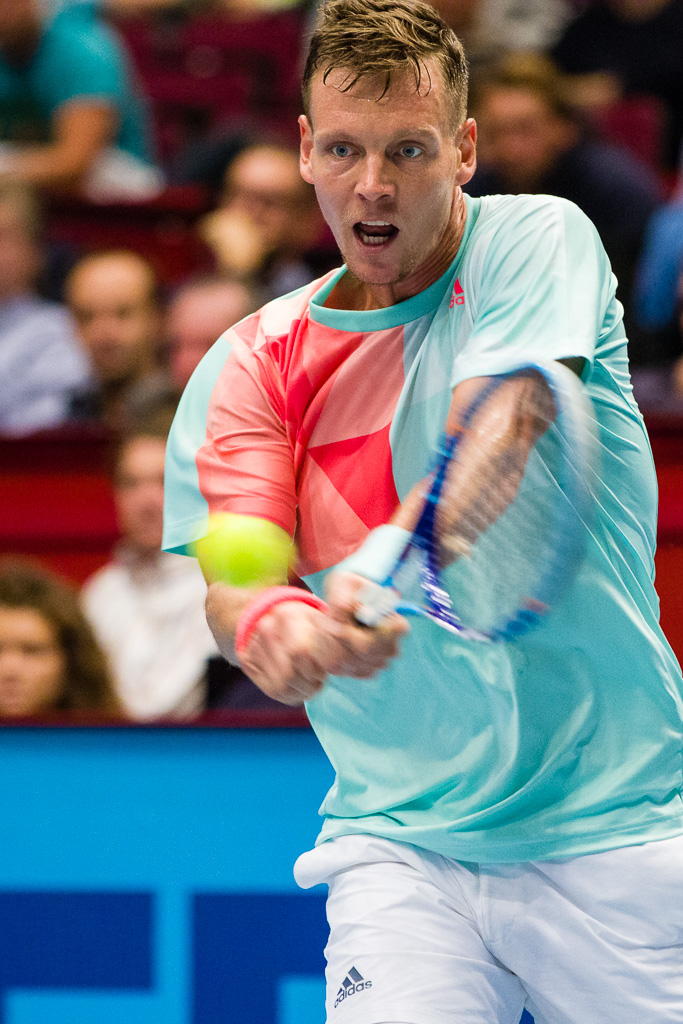
2016年エルステ・バンク・オープンでのトマーシュ・ベルティヒ

全豪オープンでは準々決勝でフェデラーに敗れた。4月にはパナマ文書からベルディヒの名前が見つかったとする報道が一時なされた（ベルディヒは「ばかげている」とコメントしていた）が、誤りだったことが判明。チェコ通信がベルディヒに謝罪した。
5月のBNLイタリア国際では3回戦でダビド・ゴファンに0-6, 0-6で敗れ、ダブルベーグルを達成された。全仏オープンでは4回戦でフェレールを破り、ベスト8進出。準々決勝でジョコビッチに敗れた。
ウィンブルドンでは準々決勝でリュカ・プイユを破り、6年ぶりのベスト4進出を果たす。準決勝でマリーに敗れた。
2016年リオデジャネイロオリンピックはジカウイルスを考慮して、欠場を表明した。8月にゴラン・イワニセビッチをコーチとして招聘。全米オープンは虫垂炎のために欠場を表明した。
復帰戦の深圳オープンでは決勝でリシャール・ガスケに7–6(5), 6–7(2), 6–3で勝利し今季初優勝を果たしたが、その後3大会連続初戦敗退を喫する。10月31日付のランキングで11位に後退し、2010年7月から6年3ヶ月守ってきたトップ10から陥落した（翌週に復帰）。ATPワールドツアー・ファイナル出場に最低でも準決勝進出が必要なBNPパリバ・マスターズでは準々決勝で世界ランク1位を狙うマレーに敗れ、ATPワールドツアー・ファイナル7年連続出場を逃す。補欠の一番手の権利があったが虫垂炎の治療を理由に辞退した。

### 2017年 ウィンブルドンベスト4
全豪オープンでは3回戦でフェデラーに敗れた。BNPパリバ・オープンでは2回戦で西岡良仁に逆転負けを喫する。マイアミ・オープンでも準々決勝でフェデラーと対戦し、フルセットの末敗退。リヨン・オープンでは準決勝で第1シードミロシュ・ラオニッチを破り決勝進出。決勝ではジョー・ウィルフリード・ツォンガに敗れ準優勝となった。全仏オープンでは2回戦敗退を喫する。

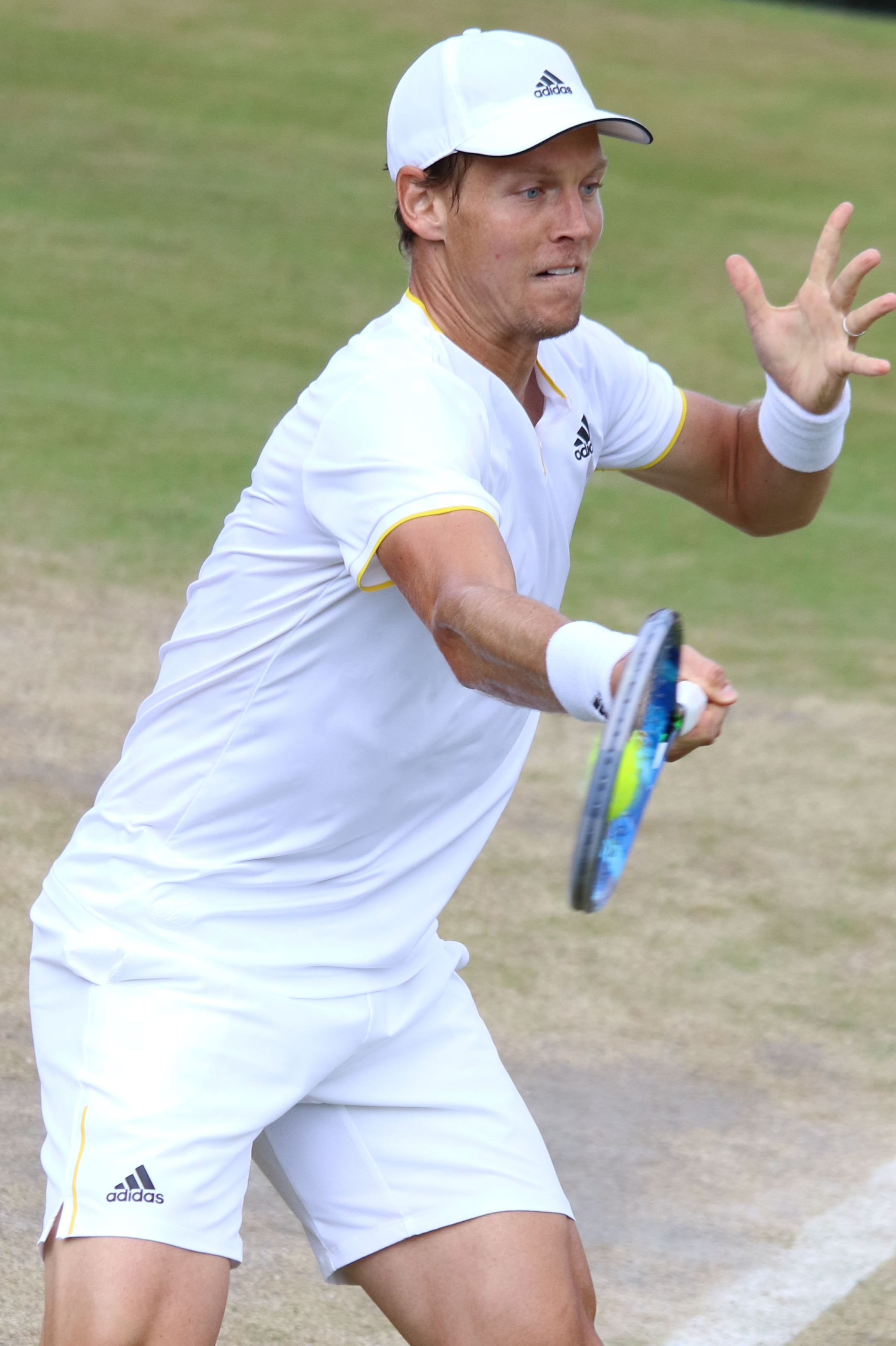
2017年ウィンブルドン選手権でのトマーシュ・ベルティヒ

ウィンブルドン選手権は3回戦でフェレールを撃破。4回戦で第8シードティエムを下すと、準々決勝では第2シードジョコビッチから第1セットを奪い、その後ジョコビッチの途中棄権により2年連続でベスト4進出。準決勝で今大会を優勝することとなる第3シードフェデラーにストレートで敗れた。全米オープンでは2回戦敗退。その後エルステ・バンク・オープンを棄権し、ウィンブルドン以来の腰の怪我による今季終了を発表。年間最終ランキングは19位。これにより、8年ぶりに年間最終ランキングトップ10を逃した。

### 2018年 怪我に見舞われる
年始のカタール・オープンではヤン＝レナード・ストルフに初戦敗退。全豪オープンでは第19シードとして出場。3回戦では第12シードのフアン・マルティン・デル・ポトロを6-3, 6-3, 6-2で、4回戦では第25シードのファビオ・フォニーニを6-1, 6-4, 6-4のストレートで倒して、ベスト8入りするも、全豪オープンでは3年連続で第2シードのロジャー・フェデラーにストレートで屈した。全仏オープンは1回戦敗退。ウィンブルドンを背中の怪我で欠場すると、その後大会に出ることなくシーズンを終えた。7月には56位になり、2005年以来の50位以下となった。年間最終ランキングは71位。

### 2019年 引退
年始の復帰戦となるカタール・エクソンモービル・オープンでは決勝進出して、決勝でロベルト・バウティスタ・アグートに4-6, 6-3, 3-6で敗れて、準優勝を飾った。
全豪オープンでは1回戦で去年ベスト4入りをしたカイル・エドモンドに6-3, 6-0, 7-5のストレートで圧勝して、2回戦でもロビン・ハーセを6-1, 6-3, 6-3のストレートで勝利。3回戦ではディエゴ・シュワルツマンに5-7, 6-3, 7-5, 6-4で危なげなく勝利して、4回戦進出を果たしたが、ラファエル・ナダルにストレートで敗れた。2月の南フランス・オープンではベスト4入り。マイアミ・オープンは背中の状態が良くないとして欠場。4月22日付の世界ランキングで101位になり、2004年1月24日以来のトップ100圏外となった。

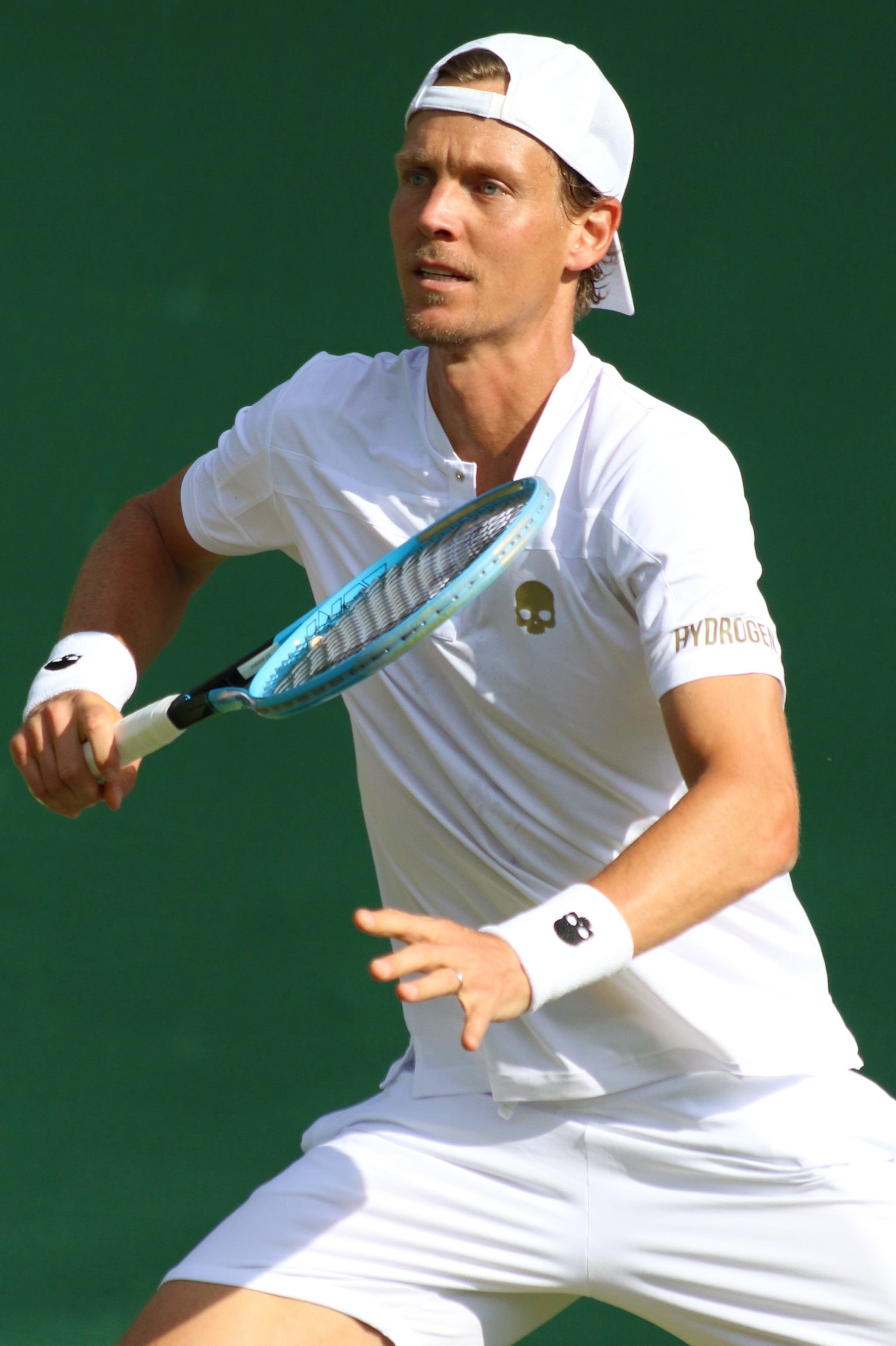
2019年ウィンブルドン選手権でのトマーシュ・ベルティヒ

ウィンブルドン選手権で復帰したが、1回戦でテイラー・フリッツに4-6, 4-6, 3-6のストレートで初戦敗退。ウィンストン・セーラム・オープンではアンドレアス・セッピに6-1, 3-6, 6-3で勝利して、復帰後初白星を挙げた。全米オープンでは1回戦でジェンソン・ブルックスビーに1-6, 6-2, 4-6, 4-6で敗れて初戦敗退。これがプロテニス人生最後の試合となった。
11月13日に自身のInstagramで引退を仄めかす動画を英語と母国語であるチェコ語で投稿すると、同16日にATPファイナルズの会場で開かれた引退セレモニーに登場し、別れを告げて、長年トップ10選手として、全グランドスラムでもベスト4入り、マスターズ1000優勝、デビスカップ2連覇、世界最高4位など輝かしいテニス人生に終止符を打った。

## プレースタイル
グランドストロークとサーブに優れており特に芝のコートで威力を発揮する。196cmとテニス選手中でもかなりの長身であり、フットワークも良い。ベースラインから打たれるフォアハンドショットは150 km/hものスピードになり精度もある。

## 主要大会決勝

### グランドスラム決勝

#### シングルス:1(準優勝1回）
| 結果   | 年     | 大会           | サーフェス | 相手               | スコア        |
| ------ | ------ | -------------- | ---------- | ------------------ | ------------- |
| 準優勝 | 2010年 | ウィンブルドン | 芝         | ラファエル・ナダル | 3-6, 5-7, 4-6 |

### マスターズ1000決勝

#### シングルス:4 (タイトル1回 準優勝3回）
| 結果   | 年     | 大会         | サーフェス        | 相手                 | スコア                  |
| ------ | ------ | ------------ | ----------------- | -------------------- | ----------------------- |
| 優勝   | 2005年 | パリ         | カーペット (室内) | イワン・リュビチッチ | 6-3, 6-4, 3-6, 4-6, 6-4 |
| 準優勝 | 2010年 | マイアミ     | ハード            | アンディ・ロディック | 5-7, 4-6                |
| 準優勝 | 2012年 | マドリード   | クレー            | ロジャー・フェデラー | 6-3, 5-7, 5-7           |
| 準優勝 | 2015年 | モンテカルロ | クレー            | ノバク・ジョコビッチ | 5-7, 6-4, 3-6           |

## ATPツアー決勝進出結果

### シングルス: 32回 (13勝19敗)
| 大会グレード                    |
| グランドスラム (0–1)            |
| ATPファイナルズ (0–0)           |
| ATPツアー・マスターズ1000 (1–3) |
| ATPツアー500 (3–4)              |
| ATPツアー250 (9–11)             |

| サーフェス別タイトル |
| ハード (9–11)        |
| クレー (2–6)         |
| 芝 (1–2)             |
| カーペット (1–0)     |

| 結果   | No. | 決勝日         | 大会                   | サーフェス        | 対戦相手                         | スコア                  |
| ------ | --- | -------------- | ---------------------- | ----------------- | -------------------------------- | ----------------------- |
| 優勝   | 1.  | 2004年9月27日  | パレルモ               | クレー            | フィリッポ・ボランドリ           | 6-3, 6-3                |
| 準優勝 | 1.  | 2005年7月4日   | ボースタード           | クレー            | ラファエル・ナダル               | 6-2, 2-6, 4-6           |
| 優勝   | 2.  | 2005年10月13日 | パリ                   | カーペット (室内) | イワン・リュビチッチ             | 6-3, 6-4, 3-6, 4-6, 6-4 |
| 準優勝 | 2.  | 2006年6月12日  | ハレ                   | 芝                | ロジャー・フェデラー             | 0-6, 7-6(7-4), 2-6      |
| 準優勝 | 3.  | 2006年9月25日  | ムンバイ               | ハード            | ドミトリー・トゥルスノフ         | 3-6, 6-4, 6-7(5-7)      |
| 優勝   | 3.  | 2007年6月11日  | ハレ                   | 芝                | マルコス・バグダティス           | 7-5, 6-4                |
| 準優勝 | 4.  | 2008年7月7日   | ボースタード           | クレー            | トミー・ロブレド                 | 4-6, 1-6                |
| 優勝   | 4.  | 2008年10月5日  | 東京                   | ハード            | フアン・マルティン・デル・ポトロ | 6-1, 6-4                |
| 優勝   | 5.  | 2009年5月11日  | ミュンヘン             | クレー            | ミハイル・ユージニー             | 6-4, 4-6, 7-6(7-5)      |
| 準優勝 | 5.  | 2010年4月4日   | マイアミ               | ハード            | アンディ・ロディック             | 5-7, 4-6                |
| 準優勝 | 6.  | 2010年7月4日   | ウィンブルドン         | 芝                | ラファエル・ナダル               | 3-6, 5-7, 4-6           |
| 優勝   | 6.  | 2011年10月9日  | 北京                   | ハード            | マリン・チリッチ                 | 3-6, 6-4, 6-1           |
| 優勝   | 7.  | 2012年2月5日   | モンペリエ             | ハード (室内)     | ガエル・モンフィス               | 6-2, 4-6, 6-3           |
| 準優勝 | 7.  | 2012年5月13日  | マドリード             | クレー            | ロジャー・フェデラー             | 6-3, 5-7, 5-7           |
| 準優勝 | 8.  | 2012年8月25日  | ウィンストン・セーラム | ハード            | ジョン・イスナー                 | 6-3, 4-6, 6-7(9-11)     |
| 優勝   | 8.  | 2012年10月21日 | ストックホルム         | ハード (室内)     | ジョー＝ウィルフリード・ツォンガ | 4-6, 6-4, 6-4           |
| 準優勝 | 9.  | 2013年2月24日  | マルセイユ             | ハード (室内)     | ジョー＝ウィルフリード・ツォンガ | 6-3, 6-7(6-8), 4-6      |
| 準優勝 | 10. | 2013年3月2日   | ドバイ                 | ハード            | ノバク・ジョコビッチ             | 5-7, 3-6                |
| 準優勝 | 11. | 2013年9月29日  | バンコク               | ハード (室内)     | ミロシュ・ラオニッチ             | 6-7(4-7), 3-6           |
| 優勝   | 9.  | 2014年2月16日  | ロッテルダム           | ハード (室内)     | マリン・チリッチ                 | 6-4, 6-2                |
| 準優勝 | 12. | 2014年3月1日   | ドバイ                 | ハード            | ロジャー・フェデラー             | 6-3, 4-6, 3-6           |
| 準優勝 | 13. | 2014年5月4日   | オエイラス             | クレー            | カルロス・ベルロク               | 6-0, 5-7, 1-6           |
| 凖優勝 | 14. | 2014年10月5日  | 北京                   | ハード            | ノバク・ジョコビッチ             | 0-6, 2-6                |
| 優勝   | 10. | 2014年10月19日 | ストックホルム         | ハード (室内)     | グリゴール・ディミトロフ         | 5-7, 6-4, 6-4           |
| 準優勝 | 15. | 2015年1月10日  | ドーハ                 | ハード            | ダビド・フェレール               | 4-6, 5-7                |
| 凖優勝 | 16. | 2015年2月15日  | ロッテルダム           | ハード (室内)     | スタン・ワウリンカ               | 6-4, 3-6, 4-6           |
| 準優勝 | 17. | 2015年4月19日  | モンテカルロ           | クレー            | ノバク・ジョコビッチ             | 5-7, 6-4, 3-6           |
| 優勝   | 11. | 2015年10月5日  | 深圳                   | ハード            | ギリェルモ・ガルシア＝ロペス     | 6-3, 7-6(9-7)           |
| 優勝   | 12. | 2015年10月25日 | ストックホルム         | ハード (室内)     | ジャック・ソック                 | 7-6(7-1), 6-2           |
| 優勝   | 13. | 2016年9月25日  | 深圳                   | ハード            | リシャール・ガスケ               | 7-6(7-5), 6-7(2-7), 6-3 |
| 準優勝 | 18. | 2017年5月27日  | リヨン                 | クレー            | ジョー＝ウィルフリード・ツォンガ | 6-7(2-7), 5-7           |
| 準優勝 | 19. | 2019年1月5日   | ドーハ                 | ハード            | ロベルト・バウティスタ・アグート | 4-6, 6-3, 3-6           |

### ダブルス: 3回 (2勝1敗)
| 結果   | No. | 決勝日        | 大会           | サーフェス    | パートナー               | 対戦相手                                            | スコア                |
| ------ | --- | ------------- | -------------- | ------------- | ------------------------ | --------------------------------------------------- | --------------------- |
| 優勝   | 1.  | 2008年2月24日 | ロッテルダム   | ハード (室内) | ドミトリー・トゥルスノフ | フィリップ・コールシュライバー ミハイル・ユージニー | 7-5, 3-6, [10-7]      |
| 準優勝 | 1.  | 2010年8月8日  | ワシントンD.C. | ハード        | ラデク・ステパネク       | マーディ・フィッシュ マーク・ノールズ               | 6-4, 6-7(7-9), [7-10] |
| 優勝   | 2.  | 2014年1月3日  | ドーハ         | ハード        | ヤン・ハジェク           | アレクサンダー・ペヤ ブルーノ・ソアレス             | 6-2, 6-4              |

## デビスカップ

### 優勝 (2)
| 年     | チェコ                                                                                                 | ラウンド/相手                                                                                              |
| ------ | --- | --- |
| 2012年 | トマーシュ・ベルディハ ラデク・ステパネク ルカシュ・ロソル イボ・ミナール フランティシェク・チェルマク | 1R: チェコ 4-1 イタリア · QF: チェコ 4-1 セルビア · SF: チェコ 4-1 アルゼンチン · F: チェコ 3-2 スペイン   |
| 2013年 | トマーシュ・ベルディハ ラデク・ステパネク ルカシュ・ロソル ヤン・ハジェク イジー・ベセリー             | 1R: スイス 2-3 チェコ · QF: カザフスタン 1-3 チェコ · SF: チェコ 3-2 アルゼンチン · F: セルビア 2-3 チェコ |

## 成績
略語の説明
| W | F | SF | QF | #R | RR | Q# | LQ | A | Z# | PO | G | S | B | NMS | P | NH |

W=優勝, F=準優勝, SF=ベスト4, QF=ベスト8, #R=#回戦敗退, RR=ラウンドロビン敗退, Q#=予選#回戦敗退, LQ=予選敗退, A=大会不参加, Z#=デビスカップ/BJKカップ地域ゾーン, PO=デビスカップ/BJKカッププレーオフ, G=オリンピック金メダル, S=オリンピック銀メダル, B=オリンピック銅メダル, NMS=マスターズシリーズから降格, P=開催延期, NH=開催なし.

### 4大大会シングルス
| 大会           | 2003 | 2004 | 2005 | 2006 | 2007 | 2008 | 2009 | 2010 | 2011 | 2012 | 2013 | 2014 | 2015 | 2016 | 2017 | 2018 | 2019 | 通算成績 |
| -------------- | ---- | ---- | ---- | ---- | ---- | ---- | ---- | ---- | ---- | ---- | ---- | ---- | ---- | ---- | ---- | ---- | ---- | -------- |
| 全豪オープン   | A    | 2R   | 1R   | 2R   | 4R   | 4R   | 4R   | 2R   | QF   | QF   | QF   | SF   | SF   | QF   | 3R   | QF   | 4R   | 47–16    |
| 全仏オープン   | A    | 1R   | 2R   | 4R   | 1R   | 2R   | 1R   | SF   | 1R   | 4R   | 1R   | QF   | 4R   | QF   | 2R   | 1R   | A    | 25–15    |
| ウィンブルドン | A    | 1R   | 3R   | 4R   | QF   | 3R   | 4R   | F    | 4R   | 1R   | QF   | 3R   | 4R   | SF   | SF   | A    | 1R   | 42–15    |
| 全米オープン   | 2R   | 4R   | 3R   | 4R   | 4R   | 1R   | 3R   | 1R   | 3R   | SF   | 4R   | QF   | 4R   | A    | 2R   | A    | 1R   | 32–15    |

### 大会最高成績
| 大会                 | 成績 | 年                     |
| -------------------- | ---- | ---------------------- |
| ATPファイナルズ      | SF   | 2011                   |
| インディアンウェルズ | SF   | 2013                   |
| マイアミ             | F    | 2010                   |
| モンテカルロ         | F    | 2015                   |
| マドリード           | F    | 2012                   |
| ローマ               | SF   | 2013                   |
| カナダ               | QF   | 2006, 2010, 2011, 2016 |
| シンシナティ         | SF   | 2011, 2013             |
| 上海                 | SF   | 2012                   |
| パリ                 | W    | 2005                   |
| オリンピック         | QF   | 2004                   |
| デビスカップ         | W    | 2012, 2013             |

### 世界ランキング
| 大会               | 2003 | 2004 | 2005 | 2006 | 2007 | 2008 | 2009 | 2010 | 2011 | 2012 | 2013 | 2014 | 2015 | 2016 | 2017 | 2018 |
| ------------------ | ---- | ---- | ---- | ---- | ---- | ---- | ---- | ---- | ---- | ---- | ---- | ---- | ---- | ---- | ---- | ---- |
| 年間最終ランキング | 103  | 44   | 24   | 13   | 14   | 20   | 20   | 6    | 7    | 6    | 7    | 7    | 6    | 10   | 19   | 71   |